# Aguacateken
De Aguacateken of Awakateken (Aguacateeks: qatanum, Spaans: aguacatecos) zijn een Mayavolk woonachtig in Guatemala.
De naam van de Aguacateken komt uit het Nahuatl en betekent 'mensen uit Aguatlan'. Zij noemen zich qatanum, hetgeen 'onze mensen' betekent. De Aguacateken zijn nauw verwant aan de Ixil, Mam en Teciteken. De Aguacateken wonen in de gemeente Aguacatán aan de voet van het Cuchumatanesgebergte in het departement Huehuetenango. De Aguacateken leven vooral van de landbouw en verbouwen basisvoedselproducten als maïs en bonen, evenals tuinbouwproducten als knoflook en uien.
De Aguacateken hangen van oudsher een mengsel van rooms-katholicisme en Mayatradities aan en praktiseerden zij sjamanisme. De laatste jaren is het evangelicaal protestantisme sterk in opkomst, wat tot tweedeling in de Aguacateekse gemeenschappen heeft geleid.
Achi · Acateken · Aguacateken · Chuj · Garifuna · Ch'orti' · Itza · Ixil · Jacalteken · K'iche' · Kaqchikel · Lacandón · Mam · Mopan · Poqomam · Poqomchi' · Q'anjob'al · Q'eqchi' · Sacapulteken · Sipakapense · Tectiteken · Tz'utujil · Uspanteken · Xinka